# Miecz koronacyjny Augusta III

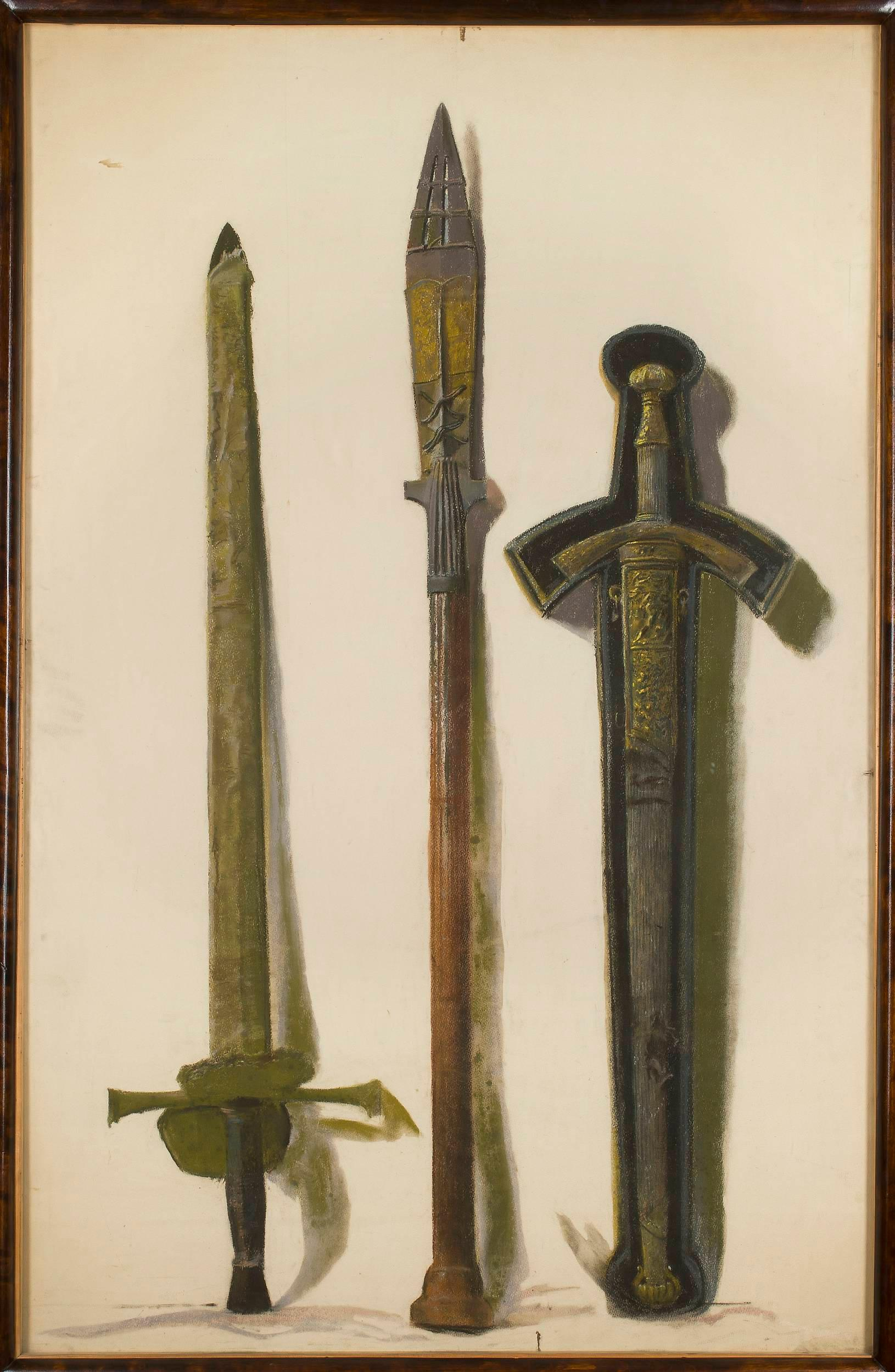
Leon Wyczółkowski: Miecz koronacyjny Augusta III, włócznia św. Maurycego i miecz Zygmunta Augusta, pastel, 1907 r.

Miecz koronacyjny Augusta III Wettina – ceremonialny miecz królewski wykonany około 1733 roku na zamówienie elektora saskiego i króla polskiego Augusta III Sasa. Posłużył on zamiast Szczerbca do koronacji królewskiej na Wawelu w 1734 roku. 
Miecz koronacyjny Augusta III jest prostą, długą głownią stylizowaną na średniowieczny obosieczny miecz. Od 1817 roku przechowywany jest w skarbcu katedralnym na Wawelu w Krakowie.

## Literatura
- Jerzy Lileyko. Regalia Polskie. Warszawa 1987. ISBN 83-03-02021-8
- Michał Rożek. Polskie koronacje i korony. Kraków 1987. ISBN 83-03-01914-7